# Bolborhombus parvulus
Bolborhombus parvulus is een keversoort uit de familie cognackevers (Bolboceratidae). De wetenschappelijke naam van de soort werd in 1953 gepubliceerd door Cartwright.